# 下水道管路管理技士
下水道管路管理技士（げすいどうかんろかんりぎし）は、公益社団法人日本下水道管路管理業協会が認定する資格。
国土交通省により、本資格のうち下水道管路管理主任技士、下水道管路管理専門技士（調査部門）が公共工事に関する調査及び設計等の品質確保に資する技術者資格に登録されている。

## 区分
- 下水道管路管理総合技士
- 下水道管路管理主任技士
- 下水道管路管理専門技士
  - 清掃部門
  - 調査部門
  - 修繕・改築部門

## 受験資格
- 下水道管路管理総合技士、下水道管路管理主任技士

技術士第一次試験もしくは技術士第二次試験の合格者（上下水道部門（選択科目：下水道）に限る）または、日本下水道事業団の「下水道管理技術認定試験（管路施設）」もしくは「下水道技術検定（第1種・第2種・第3種のいずれか）」合格者で、かつ下水道管路管理に関する実務経験（総合＝7年、主任＝5年）
- 下水道管路管理専門技士　：　受験する部門に関する実務経験年数3年以上

## 資格取得の流れ
- 総合技士：筆記試験（東京、大阪）、面接試験（東京のみ）
- 主任技士：筆記試験（札幌、仙台、東京、名古屋、 大阪、広島、福岡）
- 専門技士：筆記試験（札幌、仙台、東京、名古屋、 大阪、広島、福岡） 、実技試験（札幌、仙台、朝霞、四日市、 神戸、笠岡、福岡）

## 関連資格
- 下水道管理技術認定試験
- 下水道技術検定